# 唐吉訶德角色列表
以下是《唐吉訶德》一書中出現的人物：

## 书中作者
- 熙德·阿默德·贝南赫利（西班牙语：Cide Hamete Benengeli）（书中写堂吉诃德故事的作者）

## 堂吉诃德家
- 拉曼查的唐吉訶德（本名阿隆索·吉哈诺，拉曼查的鄉紳，疯子骑士）
- 安东尼娅·吉哈娜（堂吉诃德外甥女）
- 女管家（堂吉诃德的管家）

## 桑丘家
- 桑丘·潘薩（堂吉诃德的侍从、街坊农夫）
- 特蕾莎·卡斯卡霍（桑丘的妻子）
- 桑奇卡（桑丘的女儿）
- 小桑丘（桑丘的儿子）

## 街坊朋友
- 尼古拉斯（理发师）
- 佩罗·培瑞茲（神父）
- 桑松·卡拉斯科（薩拉曼卡大學的学士）
- 托梅·卡拉斯科（桑松的父親）

佩德罗·阿隆索（街坊，救回第一次出门落难的堂吉诃德）
- 托梅·塞西阿尔（街坊，充當卡拉斯科的侍从）
- 羅培·多丘（想娶桑丘女儿的人）
- 胡安·多丘（羅培的父亲）

## 杜尔西内娅家
- 托波索的杜尔西内娅（西班牙语：Dulcinea del Toboso）（本名艾爾東莎·羅倫佐，堂吉诃德意中人）
- 羅倫佐·戈丘艾罗（杜爾西內婭的父亲）
- 艾尔东莎·诺加雷斯（杜爾西內婭的母亲）

## 征途路上
- 托萝莎（客店妓女）
- 莫利内拉（客店妓女）
- 胡安·阿尔杜多（财主）
- 安德烈斯（被打的佣人小孩）
- 堂桑丘·德·阿斯貝提亞（比斯開人）
- 阿隆索·羅培茲（送尸体的教士）
- 希内斯·德·帕萨蒙特（西班牙语：Ginés de Pasamonte）（被释放的强盗犯人）

## 牧羊人的故事
- 安東尼奧（年轻的牧羊人）
- 佩德罗（牧羊人）
- 格利索斯托莫（牧羊学士）
- 安布罗休（学士）
- 瑪塞拉（牧羊女）
- 吉勒摩（富翁，玛塞拉的父亲）
- 比瓦尔多（旅人）

## 客店
- 胡安·帕洛梅奎（店主）
- 玛丽托内斯（來自阿斯圖里亞斯的女僕）
- 骡夫（玛丽托内斯的情人）
- 佩德罗·马丁内斯（客店伙计，參與抛弄桑丘）
- 特諾里奧·赫南德茲（客店伙计，參與抛弄桑丘）

## 小說《無謂的猜疑》
- 安塞尔莫（贵公子）
- 洛塔里奧（安塞尔莫的朋友）
- 卡蜜拉（安塞尔莫的妻子）
- 蕾奧內拉（卡蜜拉的女傭）

## 莫雷納山奇遇
- 卡德尼奧（安達魯西亞的落魄绅士）
- 露辛达（卡德尼奧的意中人）
- 唐費南多（里卡多的兒子，抢走露辛达）
- 里卡多（堂費南多父亲，提拔卡德尼奧的公爵）
- 多蘿特婭（唐費南多的第一個愛人）
- 克雷納多（多蘿特婭的父亲，財主）

## 俘虏故事
- 魯伊·培瑞茲·德·別德馬（戰俘，步兵上尉）
- 蕾拉·索赖达（摩尔富翁的女兒）
- 阿吉·莫拉陀（索赖达父亲，摩爾富翁）

## 客店住客
- 胡安·培瑞茲·德·別德馬（大理院审判官）
- 唐娜克拉拉·德·別德馬（審判官的女儿）
- 堂路易斯（克拉拉的追求者，假扮骡夫）

## 征途路上
- 欧亨尼奥（牧羊人）
- 安塞尔莫（歐亨尼奧的情敌）
- 蕾安德拉（富裕農夫的女兒）
- 維森特·德拉羅卡（或姓羅薩，骗了蕾安德拉钱和爱情的士兵）

## 绅士庄园
- 唐迪亞哥·德·米蘭達（绿衣绅士）
- 唐娜克莉絲蒂娜（迪亞哥的妻子）
- 唐羅倫佐（迪亞哥的儿子）

## 財主的婚禮
- 卡馬喬（财主新郎）
- 季德丽亚（美人新娘）
- 巴西里奧（季德丽亚青梅竹马，抢婚者）
- 科丘埃洛（路上遇到的学士）
- 硕士（巴西里奧的朋友）

## 地洞奇遇
- 硕士表亲（地洞的引路人）
- 蒙特西诺斯（地洞的主管人）
- 杜朗达尔德（蒙特西诺斯的朋友）
- 贝雷尔玛夫人（杜朗达尔德的情人）
- 瓜迪亚納（杜朗达尔的侍从）
- 梅尔林（地洞中的魔法师）
- 魯伊德拉（地洞中的女管家）

## 傀儡师
- 佩德罗師傅（即希内斯·德·巴萨蒙特，强盗犯人）

## 公爵府
- 公爵（與夫人一起策划捉弄堂吉诃德）
- 公爵夫人（初遇的女猎人）

唐娜羅德里奎茲·德·格里哈尔瓦（公爵夫人的女管家）
- 阿尔蒂西朵拉（城堡的侍女，假装爱上堂吉诃德）
- 艾美倫西婭（城堡的侍女）
- 托西洛斯（公爵的小厮）

## 海岛
- 佩德罗·德·阿奎羅（医生）
- 克拉拉·佩萊里娜（残疾媳妇）
- 安德烈斯·佩萊里諾（克拉拉父亲）
- 迪亞哥·德拉里亚那（女扮男装父亲）

## 桑丘返回的路上
- 里科特（桑丘街坊，摩尔人）
- 胡安·帝奧彼約（舅舅）
- 法蘭西絲卡·里科塔（里科特的妻子）
- 安娜·菲利克斯·里科塔（里科特的女儿）
- 堂佩德羅·格雷戈里奧（又名加斯帕，安娜的恋人）

## 客店
- 堂赫羅尼莫（客人）
- 堂胡安（客人）

## 前往巴塞隆納的路上
- 罗奎·吉纳特（强盗首领）
- 西蒙·福特（羅奎的好友）
- 克劳迪娅·赫罗尼玛（西蒙的女儿）
- 克勞奎爾·托雷亞斯（羅奎和西蒙的死敵）
- 堂維森特·托雷亚斯（托雷亞斯的儿子，克勞蒂亞的愛人）
- 巴尔瓦斯特罗（當地的富农）
- 蕾奧諾拉（富农女儿，被謊稱是维森特的愛人）
- 唐娜吉奧瑪·德·基尼奥内斯（拿坡里法庭庭長的夫人）

## 巴塞隆納
- 堂安东尼奧·德·莫雷诺（富绅）
- 堂佩德罗·诺利斯（安東尼奧的朋友）

## 返鄉路上
- 唐阿爾瓦羅·塔費（偽《唐吉訶德第二部》中阿爾瓦羅紳士的人物原型）